# Perezosa (manzana)
Perezosa es una variedad cultivar de manzano (Malus domestica) Esta manzana es originaria de Asturias y es una de las 76 variedades de manzana que se incluyen en la D.O.P. Sidra de Asturias. Está cultivada en la colección de manzanos asturianos del SERIDA.

## Sinónimos
- "Manzana Perezosa"

## Características
El manzano de la variedad 'Perezosa' tiene un vigor elevado a muy elevado. Silueta de la estructura de ramificación (sistema de formación en eje): 7 a 2. Tipo de fructificación: II.
Época de inicio de floración (promedio periodo 2005-2009):Intermedia, a finales de la segunda decena de abril.
La variedad de manzana Perezosa tiene un fruto de diámetro pequeño a mediano (66-70 mm), altura 56 mm; relación altura-diámetro, bastante aplanada ((0,76-0,85); posición diámetro máximo hacia el pedúnculo o en el medio; acostillado interior de la cubeta ocular de débil a medio; coronamiento final del cáliz (o perfil de la cubeta) ondulado.
El fruto tiene predominio de forma aplanada globulosa y algunos truncada cónica.
Cavidad del pedúnculo de media a profunda, con la anchura de la cubeta peduncular de ancha a media, siendo la relación de la cubeta ocular-cubeta peduncular cilíndrica a troncocónica. Cantidad de russeting (pardeamiento áspero superficial que presentan algunas variedades) en cubeta peduncular alta.
Pedúnculo de corto (11-15 mm) a muy corto (≤10 mm), siendo su espesor de mediano a delgado.
Apertura de ojo, cerrado y algunos algo abierto. Tamaño de ojo mediano. Profundidad de la cubeta ocular de media a profunda, y la anchura de la cubeta peduncular de ancha a muy ancha. Coronamiento final del cáliz (perfil cubeta) ligeramente ondulado, y la cantidad de "russeting" en la cubeta ocular baja a muy baja.
La textura de la epidermis es lisa, con estado ceroso de la epidermis débil, y la pruina de la epidermis ausente o débil; coloración de fondo amarillo blanquecino o verde blanquecino y algunos amarillo verdoso; siendo el color de superficie rojo marrón y rojo púrpura, con estrías rojo púrpureas, con una intensidad de color media a oscura; tipo del color de superficie son placas continuas con estrías. Siendo la cantidad de "russeting" en los laterales muy baja a baja.
Densidad de lenticelas de escasas a medianamente numerosas; siendo el tamaño de las lenticelas pequeño; sin aureola y algunas con aureola blanca; con el color del núcleo de la lenticela marrón o blanco.
Color de la pulpa crema algo verdosa y apertura de lóculos (en corte transversal) cerrados y algunos algo abiertos o abiertos.
Maduración se produce de finales de octubre a primera decena de noviembre.
Variedad de sabor semiácido, se utiliza en la producción de sidra.

## Rendimientos de producción
Tiene una entrada en producción lenta. Alcanza un buen nivel productivo 25 t/ha. Nivel de alternancia bastante bajo.
Rendimiento en mosto (l/100 kg): 67,5 ± 2,6. Azúcares totales (g/l): 108,7 ± 5,5. Acidez total (g/l H2SO4): 4,0 ± 0,4. pH: 3,4 ± 0,2. Fenoles totales (g/l ac. Tánico): 0,9 ± 0,2. Grupo tecnológico: Semiácido.

## D.O.P.Sidra de Asturias
La Denominación de Origen Protegida (D.O.P.) sidra de Asturias se ha de elaborar exclusivamente con manzanas procedentes de parcelas asturianas inscritas en el “Consejo Regulador de la Denominación de Origen”, que es el organismo oficial que según el artículo 10 del reglamento (CEE 2081/92) acreditado para certificar que una sidra cumpla los requisitos establecidos en su reglamento para ser “Sidra de Asturias”.
En la actualidad (2018) cuenta con 31 lagares, 322 cosecheros y 843 hectáreas registradas y auditadas.

## Sensibilidades
- Moteado: ataque medio
- Chancro del manzano: ataque débil
- Oidio: ataque medio
- Momificado: ataque muy débil.[9][4][8]